# Harald Schindel

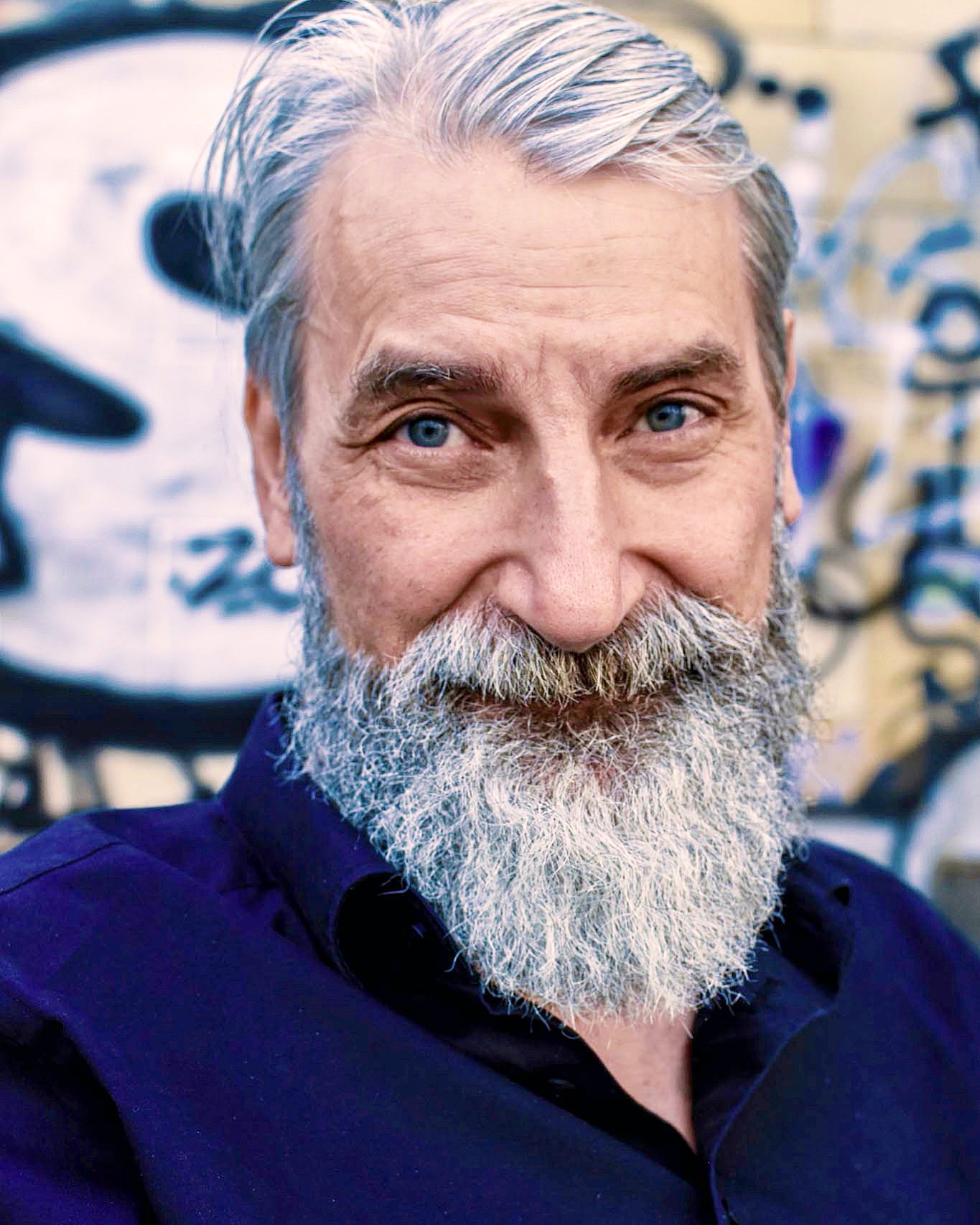
Harald Schindel

Harald Schindel (* 1961 in Bad Kreuznach) ist ein deutsches Model und Schauspieler.

## Leben
Harald Schindel wuchs in Dortmund auf. Er ist Beigeordneter a. D. der Landeshauptstadt Saarbrücken und ehemaliger Leiter des Büros des früheren Vorsitzenden der Partei Die Linke, Oskar Lafontaine, in Berlin. Harald Schindel ist Best-Ager-Model und Schauspieler. Seit 2015 ist er als Model (Foto, Video und Laufsteg) tätig.
Harald Schindel wurde als „Politiker, der modelt“ in Reportagen bei RTL, ARD und in der Presse gezeigt. Seit 2020 wirkt Harald Schindel als Schauspieler in TV-Produktionen und Filmprojekten mit, u. a. spielt er den Aaron in der Streaming-Serie Sunny – Wer bist du wirklich?. Seit 2023 tritt er in (Werbe-)Videos der Sparkasse auf TikTok auf.

## Filmografie
- 2020: Leo (Kurzfilm)
- 2020: Buddy[7] (Kurzfilm)
- 2020: Sunny – Wer bist du wirklich? (Fernsehserie)
- 2021: Personal Thirst (Kurzfilm)[8]
- 2021: Drehmomente (Kurzfilm)
- 2021: Arietes (Spielfilm)[9]
- 2021: In Flagrante by Annie Chops (Musikvideo)[10]
- 2021: Noch immer nicht da. (Kurzfilm)